# Mizuhopecten yessoensis
Espèce
Synonymes
- Patinopecten yessoensis (Jay, 1857)[2],[1]
- Pecten brandti Schrenck, 1861[1]
- Pecten yessoensis Jay, 1857[2],[1]
- Placopecten yessoensis (Jay, 1857)[1]

Le Pétoncle japonais, Mizuhopecten yessoensis, est une espèce de pétoncle, un mollusque bivalve de la famille des Pectinidae. On trouve cette espèce sur la côte est de l'Asie, en Chine, en Corée, au Japon et en Sakhalin, et peut-être au nord jusqu'à la péninsule de Kamchatka et les îles Aléoutiennes. On l'élève en Chine, en Corée du sud, au Japon, et en Russie, avec plus de 1 400 000 tonnes récoltées en 2007.